# 髙橋未来虹
髙橋 未来虹（たかはし みくに、2003年〈平成15年〉9月27日 - ）は、日本のアイドルであり、女性アイドルグループ日向坂46のメンバーおよびキャプテンである。東京都出身。Seed & Flower所属。

## 略歴
2003年（平成15年）9月27日に東京都で生まれる。中学生時代は吹奏楽部に所属していた。
2016年（平成28年）に乃木坂46の『3期生オーディション』、2017年（平成29年）に『けやき坂46 追加メンバー募集オーディション』を受けたのち、2018年（平成30年）8月19日に『坂道合同新規メンバー募集オーディション』に合格し、坂道研修生として活動を開始する。その後、2019年（令和元年）10月30日より11月21日まで、東京・愛知・大阪にて開催された『坂道グループ合同 研修生ツアー』で初めてライブに参加した。
2020年（令和2年）2月16日、SHOWROOM配信にて、日向坂46に3期生として配属されることが発表された。同年7月31日、『HINATAZAKA46 Live Online, YES! with YOU! ～“22人”の音楽隊と風変わりな仲間たち～』で、日向坂46のメンバーとしてステージデビュー。同年9月23日に発売された日向坂46の1stアルバム『ひなたざか』より、同グループの音楽作品に参加している。
2023年（令和5年）には、11月22日から26日に舞台『ラフテイル・オブ・アラジン ～Aladdin and the Magic Lamp Story～』に出演した。なお、舞台に出演するのはこれが初めてである。同年12月7日、自身のInstagramアカウントを開設した。
2024年（令和6年）11月7日、日向坂ちゃんねるの生配信にて、日向坂46の副キャプテンに就任することが発表された。
2025年（令和7年）4月6日に開催された「6回目のひな誕祭」にて、日向坂46のキャプテンを務めていた佐々木久美の卒業セレモニーが実施され、卒業を迎えた佐々木久美に代わり、グループのキャプテンを務めることが同公演内で発表された。

## 人物
愛称は、みくにん、きゃぷにん。「未来虹」という名前は、「未来が幸せであるように」という願いと、ハワイで幸せの象徴と言われている「虹」に由来して名づけられた。身長170.6 cmで、日向坂46のメンバーの中では最も身長が高い。
幼少期は活発でよく怪我をしており、同時期に通っていた幼稚園での行事の際に髙橋を撮った写真は、体の複数箇所に擦り傷が見られる他、年中の時には骨折もしたという。学生時代には、一般的には避けられがちな教卓の前の席を好み、席替えの際には自ら希望していたという。
周囲からはよく「真面目」と言われると語っており、中学時代は3年間ずっと学級委員長を務めていた。また、中学時代は吹奏楽部に所属しており、部長を務めた経験を持つ。
歌唱力に定評がある。2025年1月5日放送の『千鳥の鬼レンチャン』（フジテレビ）では、同番組内の企画「サビだけカラオケ」のタッグモード挑戦で、2期生の富田鈴花と共に鬼レンチャンを達成した。

### 交友関係
坂道研修生時代に共に活動していた松尾美佑（乃木坂46）とは頻繁に連絡し合う仲で、佐藤璃果（乃木坂46）ともよく連絡を取り合っているという。また、幸阪茉里乃（櫻坂46）は、自身の妹的存在であると語っている。

### 嗜好
自身の好きなものとして、食べ物はたらことサツマイモ、色は白、黒、空色を挙げている。また、趣味は音楽を聴くこと、ゲームをすることであるという。更に得意教科として国語を挙げている。音楽に関して、アイドルソングを頻繁に聴いており、特によく聞くアーティストとして坂道グループ、モーニング娘。とアンジュルムを挙げている。

### 特技
特技として、中学生の時に所属していた吹奏楽部で担当していたクラリネットを挙げている。また、運動神経が良く、足が速いため、小中学校の短距離走のリレー選手には必ず選ばれていた。

### 日向坂46
ペンライトカラーは、    グリーン ×     パープル。
2016年、自身が中学1年生の時に乃木坂46に惹かれ、同年に行われた同グループの『3期生オーディション』、翌2017年に行われた『けやき坂46 追加メンバー募集オーディション』、更に2018年に行われた『坂道合同オーディション』と、坂道グループだけにこだわりオーディションを受け続け、最後に受けた『坂道合同オーディション』にて合格に至った。アイドルに憧れがあり、けやき坂46の2期生オーディションでは審査の一環として行われた候補者によるSHOWROOMでの配信を観ていたことも明かしている。
メンバーの中で目標としている人物は2期生の富田鈴花。髙橋は富田について、「見た目に一目惚れして、歌声とかダンスにも惹かれて、バラエティに対する姿勢も尊敬できる」と語っている。また、影山とは「（髙橋とは）夜ホテルで語り明かした仲」だという。2期生の小坂菜緒とも仲が良く、定期的に連絡を取り合っているほか、漫画の貸し借りをしたり、食事を忘れて話し続けたりする仲であるという。

## 作品

### シングル
日向坂46
- 君しか勝たん（2021年5月26日、SRCL-11794/802）- EAN 4547366504392。
- 声の足跡（2021年5月26日、SRCL-11794/802）- EAN 4547366504392。
- Right?（2021年5月26日、SRCL-11796/7）- EAN 4547366504408。
- 膨大な夢に押し潰されて（2021年5月26日、SRCL-11802）- EAN 4547366504439。
- ってか（2021年10月27日、SRCL-11941/9）- EAN 4547366527520。
- 何度でも何度でも（2021年10月27日、SRCL-11941/9）- EAN 4547366527520。
- 思いがけないダブルレインボー（2021年10月27日、SRCL-11941/2）- EAN 4547366527520。
- アディショナルタイム（2021年10月27日、SRCL-11949）- EAN 4547366527568。
- 僕なんか（2022年6月1日、SRCL-12140/8）- EAN 4547366557145。
- 飛行機雲ができる理由（2022年6月1日、SRCL-12140/8）- EAN 4547366557145。
- ゴーフルと君（2022年6月1日、SRCL-12142/3）- EAN 4547366557152。
- 知らないうちに愛されていた（2022年6月1日、SRCL-12148）- EAN 4547366557176。
- 月と星が踊るMidnight（2022年10月26日、SRCL-12320/8）- EAN 4547366583045。
- HEY!OHISAMA!（2022年10月26日、SRCL-12320/8）- EAN 4547366583045。
- 一生一度の夏（2022年10月26日、SRCL-12328）- EAN 4547366583076。
- One choice（2023年4月19日、SRCL-12490/8）- EAN 4547366612684。
- 恋は逃げ足が早い（2023年4月19日、SRCL-12490/8）- EAN 4547366612684。
- パクチー ピーマン グリーンピース（2023年4月19日、SRCL-12494/5）- EAN 4547366612707。
- 友よ 一番星だ（2023年4月19日、SRCL-12498）- EAN 4547366612714。
- Am I ready?（2023年7月26日、SRCL-12610/8）- EAN 4547366625868。
- 接触と感情（2023年7月26日、SRCL-12610/1）- EAN 4547366625868。
- 愛のひきこもり（2023年7月26日、SRCL-12616/7）- EAN 4547366625905。
- ガラス窓が汚れてる（2023年7月26日、SRCL-12618）- EAN 4547366625899。
- 錆つかない剣を持て！（2024年5月8日、SRCL-12860/8）- EAN 4547366670318。
- どこまでが道なんだ？（2024年5月8日、SRCL-12860/1）- EAN 4547366670318。
- 僕に続け（2024年5月8日、SRCL-12868）- EAN 4547366670301。
- 絶対的第六感（2024年9月18日、SRCL-13000/8）- EAN 4547366698114。
- 永遠のソフィア（2024年9月18日、SRCL-13000/1）- EAN 4547366698114。
- SUZUKA（SRCL-13120/8）- EAN 4547366719680。
- あの娘にグイグイ（SRCL-13122/3）- EAN 4547366719697。
- Love yourself!（2025年5月21日、SRCL-13270/8）- EAN 4547366743081。
- You are forever（2025年5月21日、SRCL-13270/1）- EAN 4547366743081。
- 海風とわがまま（2025年5月21日、SRCL-13278）- EAN 4547366743128。

### アルバム
日向坂46
- ひなたざか（2020年9月23日、SRCL-11580/4）- EAN 4547366470109。
- 脈打つ感情（2023年11月8日、SRCL-12720/6）- EAN 4547366647020。

### 映像作品
- そういえば、あの頃（2021年5月26日）- EAN 4547366504422。
- ひなたの夏休み（2021年10月27日）- EAN 4547366527520。
- ひなたのバス旅（2022年6月1日）- EAN 4547366557269、EAN 4547366557183。
- 日向坂46 3周年記念MEMORIAL LIVE 〜3回目のひな誕祭〜 in 東京ドーム（2022年7月20日）- EAN 4547366568318、EAN 4547366568301。
- 渡邉美穂 卒業セレモニー（2022年10月26日）- EAN 4547366583045、EAN 4547366583052。
- 希望と絶望（2022年12月21日）- EAN 4550450021729、EAN 4550450021736。
- 〜日向坂で会いましょう〜小坂菜緒のヒットキャンペーンで会いましょう（2023年1月1日）- EAN 4547366595918。
- 〜日向坂で会いましょう〜丹生明里の団体戦で会いましょう（2023年1月1日）- EAN 4547366595925。
- Happy Smile Tour 2022（2023年4月19日）- EAN 4547366612684、EAN 4547366612691。
- W-KEYAKI FES. 2022（2023年7月26日）- EAN 4547366625868、EAN 4547366625875。
- 日向坂46 4周年記念MEMORIAL LIVE 〜4回目のひな誕祭〜 in 横浜スタジアム（2023年9月13日）- EAN 4547366634235、EAN 4547366634228。
- 日向坂46「Happy Train Tour 2023」in 大阪城ホール（2023年11月8日）- EAN 4547366647020、EAN 4547366647037。
- ひらがなくりすます2018 & ひなくり2019〜2022 Complete Box（2023年12月24日）- EAN 4547366655889。
- 〜日向坂で会いましょう〜齊藤京子の野球を好きになりましょう（2024年1月31日）- EAN 4547366660821。
- 〜日向坂で会いましょう〜佐々木美玲のおひさまたちを釣りましょう（2024年1月31日）- EAN 4547366660791。
- 〜日向坂で会いましょう〜河田陽菜の秋頃に会いましょう（2024年1月31日）- EAN 4547366660784。
- 〜日向坂で会いましょう〜松田好花のリトルトゥースになりましょう（2024年1月31日）- EAN 4547366660807。
- 〜日向坂で会いましょう〜上村ひなのの三期生に出会いましょう（2024年1月31日）- EAN 4547366660814。
- 日向坂46 齊藤京子卒業コンサート&5周年記念MEMORIAL LIVE 〜5回目のひな誕祭〜 in 横浜スタジアム（2024年7月24日）- EAN 4547366690101、EAN 4547366690088。
- 11th Single ひなた坂46 LIVE 〜Director's Cut Collections〜（2024年9月18日）- EAN 4547366698114、EAN 4547366698121、EAN 4547366698145、EAN 4547366698152。
- Behind the scenes of 11th Single ひなた坂46 LIVE（2024年9月18日）- EAN 4547366698138。
- BEST MUSIC VIDEO COLLECTION 2015-2024（2024年12月3日）- EAN 4547366713909。
- 〜日向坂で会いましょう〜新年早々バトりましょう（2025年4月9日）- EAN 4547366731361。
- 〜日向坂で会いましょう〜OBKを炙り出しましょう（2025年4月9日）- EAN 4547366731323。
- 〜日向坂で会いましょう〜ポンコツたちを集めましょう（2025年4月9日）- EAN 4547366731330。
- 〜日向坂で会いましょう〜四期生を知ってもらいましょう（2025年4月9日）- EAN 4547366731354。
- 〜日向坂で会いましょう〜宮崎に行きましょう（2025年4月9日）- EAN 4547366731347。
- ひなたフェス2024（2025年5月21日）- EAN 4547366743081、EAN 4547366743098、EAN 4547366743104。
- Behind the scenes of ひなたフェス2024（2025年5月21日）- EAN 4547366743111。
- 日向坂46 6周年記念MEMORIAL LIVE 〜6回目のひな誕祭〜 in 横浜スタジアム（2025年7月23日）- EAN 4547366757309、EAN 4547366757316、EAN 4547366757323。

## 出演

### ミュージカル
- ラフテイル・オブ・アラジン 〜Aladdin and the Magic Lamp Story〜（2023年11月22日 - 26日、東京・こくみん共済coopホール）- バドゥール 役[15][16][17]。

### ラジオ番組
- ローソン presents 日向坂46のほっとひといき!（2025年4月25日 - 、TOKYO FM）- パーソナリティ[42][43]。